# Рудка (притока Реті)
Ру́дка — річка в Україні, у Конотопському районі Сумської області. Ліва притока Реті (басейн Дніпра).

## Опис
Довжина річки приблизно 3,7 км. Місцями пересихає.

## Розташування
Бере початок на північному заході від села Боцманів. Тече переважно на північний схід через північно-західну околицю Кролевця (через колишнє село Андріївку ) і впадає у річку Реть, ліву притоку Десни. 
Річку перетинає автомобільний шлях Т 2603.